# HD 71043
HD 71043 è una stella bianca nella sequenza principale di magnitudine 5,89 situata nella costellazione delle Vele. Dista 238 anni luce dal sistema solare.

## Osservazione
Si tratta di una stella situata nell'emisfero celeste australe. La sua posizione è fortemente australe e ciò comporta che la stella sia osservabile prevalentemente dall'emisfero sud, dove si presenta circumpolare anche da gran parte delle regioni temperate; dall'emisfero nord la sua visibilità è invece limitata alle regioni temperate inferiori e alla fascia tropicale. La sua magnitudine pari a 5,9 la pone al limite della visibilità ad occhio nudo, pertanto per essere osservata senza l'ausilio di strumenti occorre un cielo limpido e possibilmente senza Luna.
Il periodo migliore per la sua osservazione nel cielo serale ricade nei mesi compresi fra dicembre e maggio; nell'emisfero sud è visibile anche all'inizio dell'inverno, grazie alla declinazione australe della stella, mentre nell'emisfero nord può essere osservata limitatamente durante i mesi della tarda estate boreale.

## Caratteristiche fisiche
La stella è una bianca nella sequenza principale; possiede una magnitudine assoluta di 1,57 e la sua velocità radiale positiva indica che la stella si sta allontanando dal sistema solare.